# Sea Freightliner
Die beiden Sea Freightliner des British Railways Board waren die ersten in Großbritannien gebauten Vollcontainerschiffe.

## Geschichte
Die Baureihe dieser Schiffsklasse bestand aus zwei bei der Werft John Readhead & Sons in South Shields gebauten Einheiten eines baugleichen Schiffstyps. Die beiden Sea Freightliner I und Sea Freightliner II getauften Einheiten waren Containerschiffe der ersten Generation.
Ab 1968 bedienten die beiden Schiffe den Harwich-Zeebrügge-Containerdienst des British Railways Board. Später dienten beide Einheiten auch auf anderen Diensten über den Ärmelkanal. Bis 1986 wurden die Schiffe betrieben, am 16. August 1986 auf dem River Blackwater in Essex vorübergehend aufgelegt und 1987 schließlich zum Abbruch in Asien verkauft.
Die Sea Freightliner waren Motorschiffe mit achteren Aufbauten und achtern angeordneter Maschinenanlage. Jeder der vier Laderäume mit je zwei Luken besaß Cellguides für die Aufnahme von 30 Fuß langen ISO-Containern, die in Zweierpaaren hintereinander, fünf Reihen nebeneinander und drei Lagen übereinander gestaut wurden. Unter Deck konnten 110 30-Fuß-Einheiten untergebracht werden, an Deck waren es 38. An Deck konnten stattdessen auch 20- und 40-Fuß-Container gestaut werden. Die Schiffe verfügten über kein eigenes Ladegeschirr. Der Antrieb bestand aus zwei Mirrlees-National-Sechszylinder-Viertakt-Dieselmotoren des Typs KLSSGMRG Series II. Die An- und Ablegemanöver wurden durch ein Bugstrahlruder unterstützt.

## Die Schiffe
| Schiffsname         | Werft / Bau-Nr.            | IMO-Nummer | Stapellauf / Ablieferung | Verbleib                      |
| ------------------- | -------------------------- | ---------- | ------------------------ | ----------------------------- |
| Sea Freightliner I  | John Readhead & Sons / 621 | 6803416    | 1968 / 1968              | 1987 in Kaohsiung abgebrochen |
| Sea Freightliner II | John Readhead & Sons / 622 | 6812352    | 1968 / 1968              | 1987 in Gadani abgebrochen    |